# Ellen Rosenblum

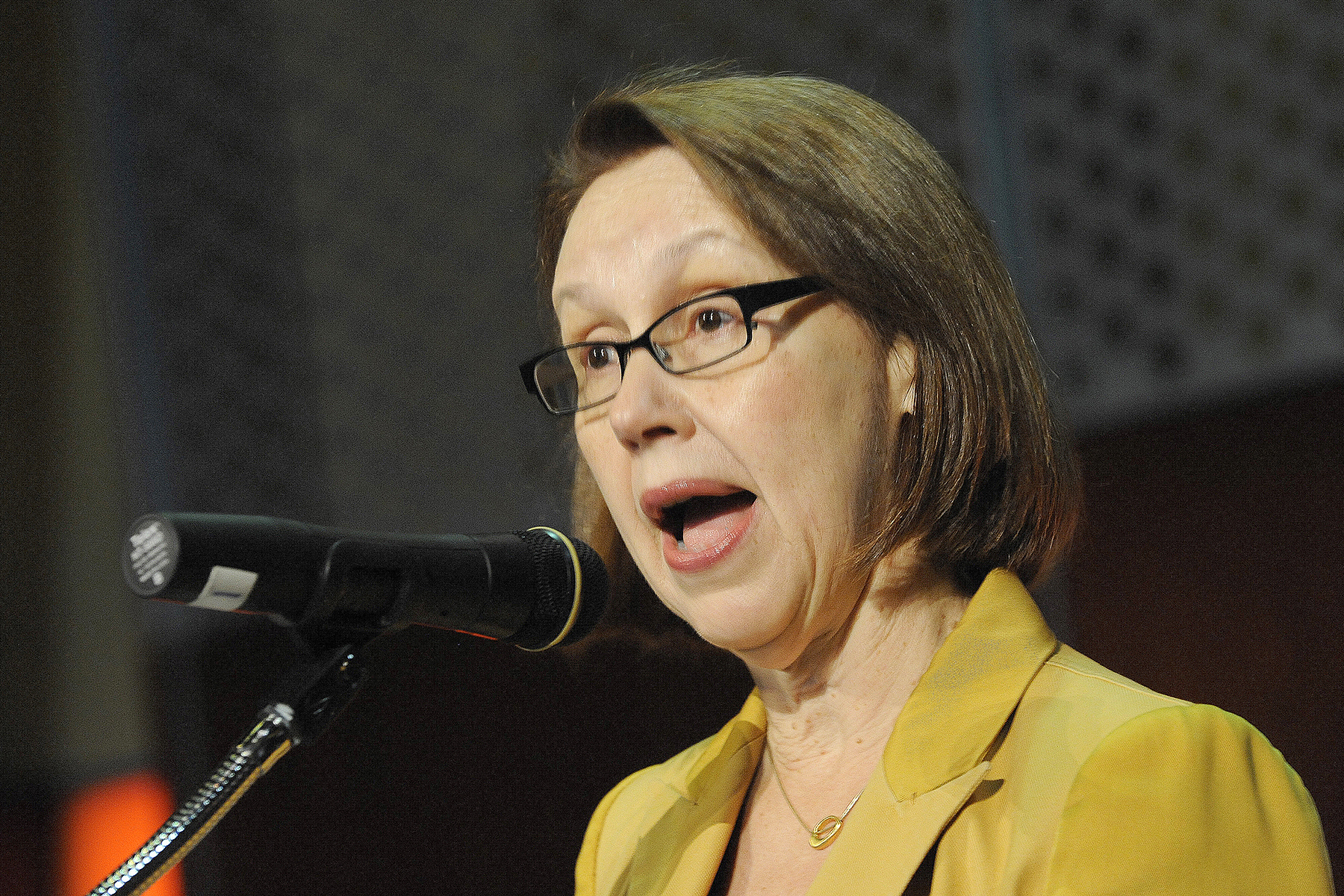
Ellen Rosenblum

Ellen F. Rosenblum (* 6. Januar 1951 in Berkeley, Kalifornien) ist eine US-amerikanische Juristin und Politikerin.

## Frühe Jahre
Ellen F. Rosenblum, Tochter von Louise und Victor Rosenblum, wurde 1951 im Alameda County geboren. Sie hat sieben Geschwister. Die Familie zog nach Evanston (Illinois), wo ihr Vater 40 Jahre lang als Juraprofessor an der Northwestern University tätig war. Von 1968 bis 1970 war er auch Präsident am Reed College. Sie graduierte an der Evanston Township High School und besuchte das Scripps College. Danach machte sie sowohl 1971 ihren Bachelorabschluss als auch 1975 ihren Juraabschluss an der University of Oregon.

## Juristische Laufbahn
Rosenblum begann 1975 als Anwältin in der Kanzlei von Hammons, Phillips & Jensen in Eugene (Oregon) zu arbeiten und wurde dort später Partner. 1980 wurde sie Assistant United States Attorney for the District of Oregon, spezialisiert auf Finanzkriminalität. Gouverneur Neil Goldschmidt berief sie 1989 zu Richterin am Multnomah County District Court. Sie hatte dort bis 1993 den Vorsitz. Zu dieser Zeit berief sie Gouverneurin Barbara Roberts zu Richterin am Multnomah County Circuit Court. Gouverneur Ted Kulongoski berief sie dann 2005 zu Richterin am Oregon Court of Appeals, um dort eine Vakanz zu füllen. 2006 wurde sie für eine volle sechsjährige Amtszeit gewählt. Im Mai 2011 trat sie von ihrem Posten als Richterin zurück.

## Attorney General
Im Oktober 2011 gab der damals amtierende Attorney General von Oregon, John Kroger, bekannt, dass er nicht beabsichtige für eine weitere Amtszeit zu kandidieren. Im Januar 2012 verkündete Rosenblum, dass sie für die demokratische Nominierung für den Posten antreten wird. Der Bundesstaatsanwalt Dwight Holton bewarb sich auch um den Posten. Er verfügte über ausreichend Geldmittel und wurde von den meisten Strafverfolgungsbehörden des Staates unterstützt. Bei dem Wahlkampf lag ihr Fokus auf sozialen Belangen. Als Holton dann den Oregon Medical Marijuana Act kritisierte, bemühte sie sich erfolgreich um die Unterstützung der Befürworter in Oregon, welche sich für die Legalisierung von Marihuana einsetzten. In diesem Zusammenhang gab sie folgendes von sich:

„... make marijuana enforcement a low priority, and protect the rights of medical marijuana patients.“

Bei den folgenden demokratischen Vorwahlen im Mai 2012 besiegte sie Holton mit beinahe 30 Prozent Abstand.
Kroger verkündete 2012 seinen Rücktritt zum 29. Juni 2012, um den Posten als Präsident vom Reed College anzutreten. Gouverneur John Kitzhaber berief Rosenblum an diesem Tag zu dessen Nachfolger. Rosenblum wurde der erste weibliche Attorney General von Oregon. Bei den dann folgenden Wahlen im November 2012 wurde sie für eine volle Amtszeit gewählt. Obwohl kein Republikaner bei den Vorwahlen antrat, bekam der Attorney James Buchal aus Portland (Oregon) genug "write-in"-Stimmen, um als Republikaner bei der Abstimmung im November 2012 anzutreten. Sie übte ihr Amt bis zum 31. Dezember 2024 aus. Nachdem sie nicht erneut kandidiert hatte, wurde Dan Rayfield ihr Nachfolger.

## Privatleben
Rosenblum ist mit Richard Meeker verheiratet, dem Herausgeber (bis 2015) und Miteigentümer der Willamette Week Zeitung in Portland. Das Paar hat zwei erwachsene Kinder.